# Динамички програмски језик
Динамички програмски језик је термин који се користи у рачунарској науци да опише класу програмских језика на високом нивоу које, компоненте, извршавају многа заједничка програмска понашања која статички програмски језици врше током компилације. Ова понашања могу укључивати продужење програма, додајући нову шифру, проширујући објекте и дефиниције, или модификација типа система. Иако слична понашања могу емулирати у готово било ком језику, уз различите степене тежине, сложености и перформанси трошкова, динамички језици дају директне алате да искористе од њих. Многе од ових функција су прво имплементиране као матерње функције у Lisp програмском језику.
Најдинамичнија језици су такође динамички откуцани, али нису сви. Динамички језици се често (али не увек) називају "скрипт језици", иако се термин "скрипт језик" у најужем смислу односи на језике који су специфични за дато компонентно окружењу.

## Имплементација

### Евал
Неки динамички језици нуде евал функцију. Ова функција узима параметар стринг који садржи код у језику, и извршава га. Ако је овај код скраћеница за израз, добијена вредност се враћа. Међутим, Ерик Меијер и Петер Драитон указују на то да програмери "користе евал као сиромашну човек замену за функције вишег реда."

### Објекат компонентна промена
Врста објекта или система може обично да се мења у току извршавања у динамичном језику. То може да значи стварање нових објеката из дефиниције компоненте или на основу mixins постојећих врста или објеката. То такође може да се односи на промену наследства или типа дрва, и на тај начин мењајући начин на који се постојећи типове понашају (посебно у односу на позивање метода).

### Функционално програмирање
Функционални програмски концепти су карактеристика многих динамичких језика, а такође произилазе из Lisp.

#### Затварање
Један од најчешће коришћених аспеката функционалног програмирања у динамичким језицима је затварање, који омогућава креирање нове инстанце функције које задржава приступ контекста у коме је настала. Једноставан пример за то је стварање функција за скенирање текста за речи:
```
function
 нови скенер (реч)
  temp_function = 
function
 (улазни)
    скенирање за текст (улазно, реч)
  
end function

  
return
 temp_function

end function
```

Ваља имати на уму да унутрашња функција нема име, а уместо тога чува у променљивој temp_function-и. Сваки пут new_scanner се извршава, он ће вратити нову функцију која памти вредност речи параметара који су усвојени када је дефинисан.
Затварање је један од кључних инструмената функционалног програмирања, а многи језици подржавају најмање овај степен функционалног програмирања.

#### Наставак
Друга карактеристика неких динамичких језика је наставак. Наставака представља извршење стања које се могу поново позвати. На пример, анализатор може да врати средњи резултат и наставак који, када се позове, ће наставити да анализира улаз. Наставак комуницира у веома сложеним начинима за одређивање оквира, посебно у погледу затварања. Из тог разлога, многи динамички језици не дају наставке.

### Одраз
Одраз је уобичајен у многим динамичким језицима, и обично укључује анализу типова и метаподатака генеричких или полиморфних података. То, међутим, такође укључује пуну процену и модификацију програмског кода податка, као што су функције које пружа Lisp, у анализи С-израза.

### Макрои
Ограничен број динамичких програмским језика пружа могућности које комбинују код интроспекције (способност да испита класе, функције и кључне речи да знају шта су, шта раде и шта знају) и евал  под називом макрои. Већина програмера данас који су свесни термина макро срели су га у  C или C++, где су статичне карактеристике које се уграђују у мали подскупу језика, и да су способне само за стринг замене на тексту програма. У динамичким језицима, међутим, они дају приступ унутрашњим пословима преводиоца и пуни приступ преводиоцу, виртуелне машине, или компоненти, која омогућава дефинисање језика налик конструкцији која може оптимизирати код или модификује синтаксу или граматику језика.
Асемблер, C, C++, рана Java и ФОРТРАН се генерално не уклапају у ову категорију.

## Примери
Следећи примери показују динамичке карактеристике употребе језика Common Lisp и његов Common Lisp Object System.

### Обрачунавање кода на издржљивости и касно везивање
Пример показује како се функција може мењати у току рада из обрачунатог изворног кода
```
; изворни код се чува као података у променљивој

CL-USER
 
>
 
(
defparameter
 
*best-guess-formula*
 
'
(
lambda
 
(
x
)
 
(
*
 
x
 
x
 
2.5
)))

*BEST-GUESS-FORMULA*

; функција је створен од кода и састављена у току рада, функција је доступан под именом најбољи-гуесс

CL-USER
 
>
 
(
compile
 
'best-guess
 
*best-guess-formula*
)

#
<Function
 
15
 
40600152F4>

; функција се може назвати

CL-USER
 
>
 
(
best-guess
 
10.3
)

265.225

; изворни код може бити побољшан у току рада

CL-USER
 
>
 
(
setf
 
*best-guess-formula*
 
`
(
lambda
 
(
x
)
 
,
(
list
 
'sqrt
 
(
third
 
*best-guess-formula*
))))

(
LAMBDA
 
(
X
)
 
(
SQRT
 
(
*
 
X
 
X
 
2.5
)))

; нова верзија функције се саставља

CL-USER
 
>
 
(
compile
 
'best-guess
 
*best-guess-formula*
)

#
<Function
 
16
 
406000085C>

; следећи позив ће позвати нову функцију, функцију у последње време везивања

CL-USER
 
>
 
(
best-guess
 
10.3
)

16.28573

```

### Објекат компонентна промена
Овај пример показује како се постојећи пример мења укључујући нови слот кад се класа промени и да се постојећи начин може заменити са новом верзијом.
```
; особа класа. Особа има име.

CL-USER
 
>
 
(
defclass
 
person
 

 
((
name
 
:initarg
 
:name
)))

#
<STANDARD-CLASS
 
PERSON
 
4020081FB3>

; обичај штампања метода за објекте класе особе

CL-USER
 
>
 
(
defmethod
 
print-object
 
((
p
 
person
)
 
stream
)

            
(
print-unreadable-object
 
(
p
 
stream
 
:type
 
t
)

              
(
format
 
stream
 
"~a"
 
(
slot-value
 
p
 
'name
))))

#
<STANDARD-METHOD
 
PRINT-OBJECT
 
NIL
 
(
PERSON
 
T
)
 
4020066E5B>

; један пример особа инстанца

CL-USER
 
>
 
(
setf
 
*person-1*
 
(
make-instance
 
'person
 
:name
 
"Eva Luator"
))

#
<PERSON
 
Eva
 
Luator>

; класа особа добија други слот. Она тада има назив слот и старост.

CL-USER
 
>
 
(
defclass
 
person
 

 
((
name
 
:initarg
 
:name
)
 
(
age
 
:initarg
 
:age
 
:initform
 
:unknown
)))

#
<STANDARD-CLASS
 
PERSON
 
4220333E23>

; ажурирање метода за штампање објекат

CL-USER
 
>
 
(
defmethod
 
print-object
 
((
p
 
person
)
 
stream
)

            
(
print-unreadable-object
 
(
p
 
stream
 
:type
 
t
)

              
(
format
 
stream
 
"~a age: ~"
 
(
slot-value
 
p
 
'name
)
 
(
slot-value
 
p
 
'age
))))

#
<STANDARD-METHOD
 
PRINT-OBJECT
 
NIL
 
(
PERSON
 
T
)
 
402022ADE3>

; постојећи објекат се сада променио, она има додатни слот и нови метод за штампање

CL-USER
 
>
 
*person-1*

#
<PERSON
 
Eva
 
Luator
 
age:
 
UNKNOWN>

; можемо поставити ново доба слот за пример

CL-USER
 
>
 
(
setf
 
(
slot-value
 
*person-1*
 
'age
)
 
25
)

25

; објекат је ажуриран

CL-USER
 
>
 
*person-1*

#
<PERSON
 
Eva
 
Luator
 
age:
 
25>

```

### Склапање кода компонентне основе на класи случајева
У следећем примеру класа особа добија нову суперкласу. Метод за штампање је редефинисана тако да окупља неколико метода у ефективном методу. Ефективна метода је монтирана на основу класе аргумента и компонента на располагању и важећим методама.
```
; класа особа

CL-USER
 
>
 
(
defclass
 
person
 

 
((
name
 
:initarg
 
:name
)))

#
<STANDARD-CLASS
 
PERSON
 
4220333E23>

; особа само исписује своје име

CL-USER
 
>
 
(
defmethod
 
print-object
 
((
p
 
person
)
 
stream
)

            
(
print-unreadable-object
 
(
p
 
stream
 
:type
 
t
)

              
(
format
 
stream
 
"~a"
 
(
slot-value
 
p
 
'name
))))

#
<STANDARD-METHOD
 
PRINT-OBJECT
 
NIL
 
(
PERSON
 
T
)
 
40200605AB>

; особа инстанца

CL-USER
 
>
 
(
defparameter
 
*person-1*
 
(
make-instance
 
'person
 
:name
 
"Eva Luator"
))

*PERSON-1*

; приказује особу инстанцу

CL-USER
 
>
 
*person-1*

#
<PERSON
 
Eva
 
Luator>

; сада редефинисање начина штампања да би био проширив

; округли метод ствара контекст за методе за штампу и позива следећи начин

CL-USER
 
>
 
(
defmethod
 
print-object
 
:around
 
((
p
 
person
)
 
stream
)

            
(
print-unreadable-object
 
(
p
 
stream
 
:type
 
t
)

              
(
call-next-method
)))

#
<STANDARD-METHOD
 
PRINT-OBJECT
 
(
:AROUND
)
 
(
PERSON
 
T
)
 
4020263743>

; примарни метод исписује име

CL-USER
 
>
 
(
defmethod
 
print-object
 
((
p
 
person
)
 
stream
)

            
(
format
 
stream
 
"~a"
 
(
slot-value
 
p
 
'name
)))

#
<STANDARD-METHOD
 
PRINT-OBJECT
 
NIL
 
(
PERSON
 
T
)
 
40202646BB>

; нова класа id-mixin даје id

CL-USER
 
>
 
(
defclass
 
id-mixin
 

 
((
id
 
:initarg
 
:id
)))

#
<STANDARD-CLASS
 
ID-MIXIN
 
422034A7AB>

; метод за штампање само исписује вредност id слота

CL-USER
 
>
 
(
defmethod
 
print-object
 
:after
 
((
object
 
id-mixin
)
 
stream
)

          
(
format
 
stream
 
" ID: ~a"
 
(
slot-value
 
object
 
'id
)))

#
<STANDARD-METHOD
 
PRINT-OBJECT
 
(
:AFTER
)
 
(
ID-MIXIN
 
T
)
 
4020278E33>

; сада редефинишу класе особу да се укључи у mixin id-mixin

CL-USER
 
241
 
>
 
(
defclass
 
person
 
(
id-mixin
)
 
((
name
 
:initarg
 
:name
)))

#
<STANDARD-CLASS
 
PERSON
 
4220333E23>

; постоји инстанца * Лице-1 * сада има нови слот и ми га постављамо на 42

CL-USER
 
242
 
>
 
(
setf
 
(
slot-value
 
*person-1*
 
'id
)
 
42
)

42

; приказивање објеката поново. Функција штампања објеката сада има ефикасну методу, којом се позивају три методе: метод около, примарни метод и после методом.

CL-USER
 
243
 
>
 
*person-1*

#
<PERSON
 
Eva
 
Luator
 
ID:
 
42>

```

## Примери динамичких програмских језика
Популарни динамички програмски језици укључују JavaScript, Python, Ruby, PHP, Lua и Perl. Следећи се генерално сматрају динамичке језике:
- ActionScript
- BeanShell[3]
- Cobolscript
- Clojure
- ColdFusion Markup језик
- Common Lisp и м ноги други Lisps
- Dylan
- Е
- Gambas
- Groovy[4]
- Java (using Reflection)
- JavaScript
- Julia
- Lua
- MATLAB / Octave
- Objective-C
- Perl
- PHP
- Powershell
- Python
- R
- Ruby
- Smalltalk
- SuperCollider
- Tcl
- VBScript
- Wolfram језик